# Marie Gottlieb
Marie Gottlieb (ur. 17 stycznia 1987 w Birkerød) – duńska wioślarka.

## Osiągnięcia
- Mistrzostwa Świata U-23 – Glasgow 2007 – dwójka podwójna wagi lekkiej – 2. miejsce[1].
- Mistrzostwa Europy – Poznań 2007 – dwójka podwójna wagi lekkiej – 5. miejsce[1].
- Mistrzostwa Europy – Montemor-o-Velho 2010 – czwórka podwójna wagi lekkiej – 2. miejsce[1].